# Barragem de Banqiao
A Barragem de Danqiao (Chinês: 板桥水库大坝; pinyin: Bǎnqiáo Shuǐkù Dàbà) é uma barragem no meio de outras 62 barragens na prefeitura de Zhumadian, na província de Henan, na China. O colapso da barragem de Banqiao, resultado das chuvas fortes causadas pelo tufão Nina em 1975, causou um dos maiores desastres naturais da história registrada, resultando na morte de cerca de 230.000 pessoas.